# Dandongadale Falls
Dandongadale Falls – wodospad położony w Australii, w stanie Wiktoria w hrabstwie Mansfield, w pobliżu Lake Cobbler.  Wodospad jest w Górach Śnieżnych, na rzece Dandongadale River  i ma wysokość 255 metrów. Wodospad leży na terenie australijskiego Parku Narodowego Alpine.